# Institut agro Rennes-Angers
L'Institut agro Rennes-Angers est une école de l'Institut agro, au même titre que l'Institut Agro Montpellier et l'Institut Agro Dijon. L'établissement a été créé en 2020 et prend la suite de l'école qui portait auparavant le nom d'Agrocampus Ouest. L'école, avec ses deux campus, forme des ingénieurs spécialisés en agroalimentaire, en agronomie, en paysage et en horticulture.

## Histoire

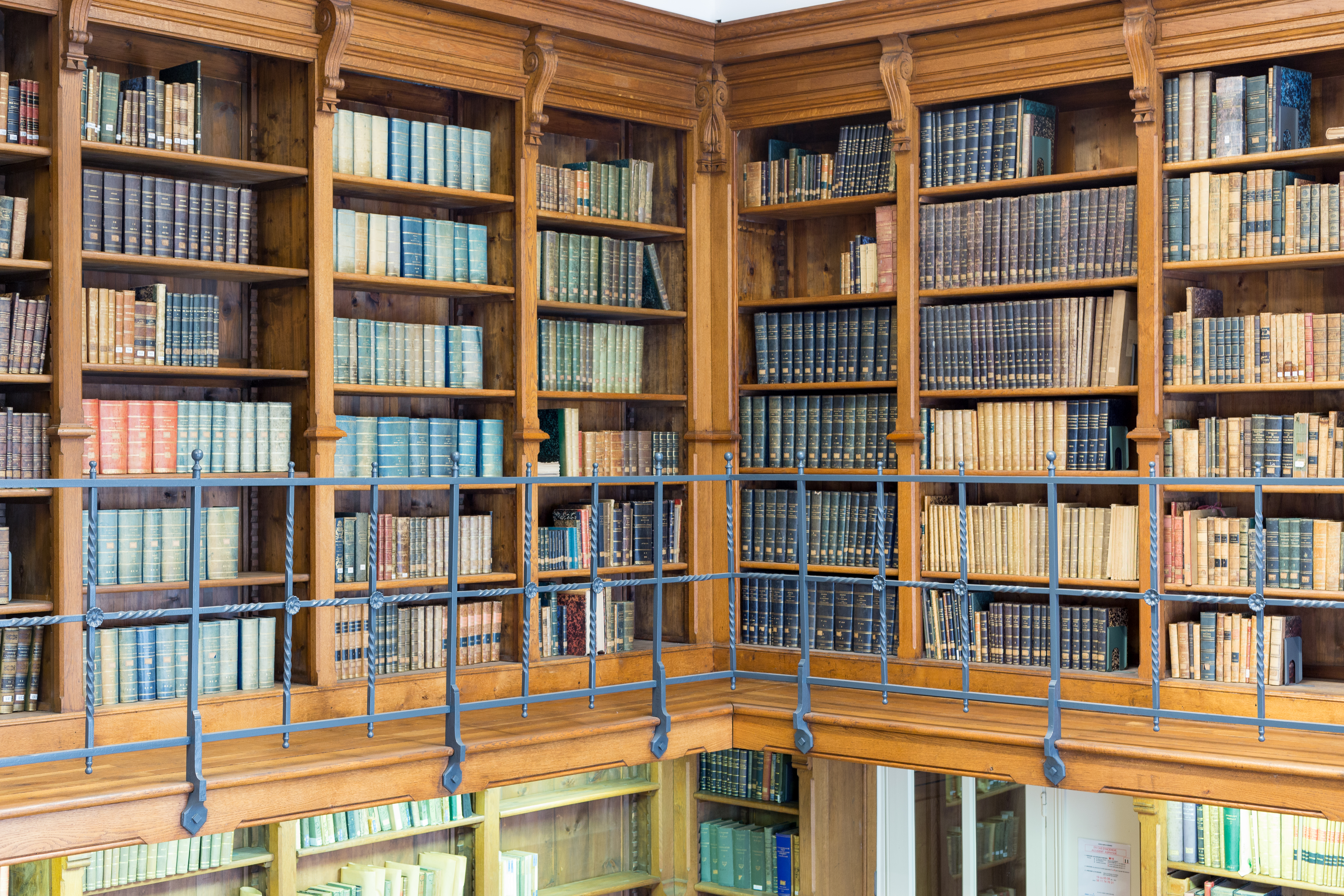
Bibliothèque patrimoniale de l'Institut agro Rennes-Angers

### Le campus de Rennes
L'établissement tire ses origines de la ferme-école de Grand Jouan à Nozay créée en 1830 par Jules Rieffel et Charles Haetjens. En 1896, elle est installée à Rennes sur son site actuel. En 1962, elle devient l'Ecole nationale supérieure agronomique de Rennes.

### Le campus d'Angers
Le campus d'Angers, autrefois l'Institut national d'horticulture et de paysage d'Angers résulte du regroupement de différentes écoles d'horticulture, de paysages et de travaux agricoles, dont l'École nationale supérieure d'horticulture de Versailles qui a été délocalisée à Angers en 1995.

### De l'Agrocampus Ouest à l'Institut Agro

Logo d'Agrocampus ouest

En 2008, l'école d'agronomie de Rennes et l'Institut d'horticulture et de paysage d'Angers se regroupent pour former Agrocampus Ouest (Institut supérieur des sciences agronomiques, agroalimentaires, horticoles et du paysage).
L'institut Agro est créé en 2019 et englobe plusieurs écoles, dont celles de l'Agrocampus : Rennes et Angers, ce qui induit un changement de nom. L'établissement devient alors l'institut Agro Rennes-Angers.

## Recherche et enseignement

### Diplômes d'ingénieur
L'institut agro Rennes-Angers délivre le diplôme d'ingénieur dans quatre spécialités :
- ingénieur agronome à Rennes
- ingénieur en agroalimentaire à Rennes
- ingénieur en horticulture à Angers
- ingénieur en paysage à Angers

### Spécialisation d'ingénieur
À partir de la deuxième année du cursus ingénieur (M1), les étudiants choisissent une spécialisation de Master. Certains de ses masters sont dispensés exclusivement par l'Institut Agro, d'autres sont co-accrédités avec des établissements comme l'université de Rennes 1.
Les spécialisations concernent plusieurs domaines. 
Certaines ont un lien avec le travail de l'agro-industrie et l'agro-alimentaire : politiques et marchés de l'agriculture et des ressources, l'amélioration, la production et la valorisation du végétal, les sciences et ingénieries du végétal, les sciences et ingénieries en production animales, nutrition et santé, biologie moléculaire, sciences de l'alimentation et management des entreprises.
D'autres sont relatives à l'environnement et aux ressources communes : l'agro-écologie, le génie écologique, l'écologie fonctionnelle, la modélisation en écologie, télédétection, protection des plantes, changement climatique (eau, énergie, climat)
Il faut aussi ajouter les paysages : opérationnalité et projet, site et territoire, conception et projets d'aménagement paysager. Ainsi que l’ingénierie des espaces végétalisés urbains.
Il existe également des spécialisations dans les sciences halieutiques et aquacoles.